# 希拉尔部族
希拉尔部族（阿拉伯语：‎）是由阿拉伯半岛汉志和内志地区的阿拉伯部落组成的联盟，于11世纪移居北非。他们较晚移居当地，皈依伊斯兰教较晚。